# Лачиново (Курская область)
Лачиново — посёлок в Касторенском районе Курской области России. Административный центр Лачиновского сельсовета.

## География
Посёлок находится в восточной части Курской области, в лесостепной зоне, в пределах юго-западной части Среднерусской возвышенности, при автодороге 38К-016, к северу от железнодорожной ветки Курск — Воронеж, на расстоянии примерно 11 км (по прямой) к западу-юго-западу (WSW) от посёлка городского типа Касторное, административного центра района. Абсолютная высота — 221 м над уровнем моря.
Климат
Климат характеризуется как умеренный, со среднегодовой температурой воздуха +5,1 °C и среднегодовым количеством осадков 547 мм.
Часовой пояс
Посёлок Лачиново, как и вся Курская область, находится в часовой зоне МСК (московское время). Смещение применяемого времени относительно UTC составляет +3:00.

## Население
| 1939 | 2002 | 2010 |
| ---- | ---- | ---- |
| 512  | ↗592 | ↘476 |

Гендерный состав
По данным Всероссийской переписи населения 2010 года, в гендерной структуре населения мужчины составляли 46,2 %, женщины — соответственно 53,8 %.
Национальный состав
Согласно результатам переписи 2002 года, в национальной структуре населения русские составляли 97 % из 592 чел.

## Улицы
| - ул. Железнодорожная, - ул. Ленина, - ул. Лесная, | - ул. Луговая, - ул. Механизаторов, - ул. Октябрьская, | - ул. Первая, - ул. Советская, - ул. Школьная. |